# Ormisda II
Ormisda II, riportato anche come Hormozd o Ohrmazd (in persiano هُرمَز دوم‎, Hurmaz dūm; in medio persiano 𐭠𐭥𐭧𐭥𐭬𐭦𐭣) (III secolo – 309), fu re (scià) della dinastia sasanide attivo al potere per sette anni e cinque mesi, dal 303 al 309, anno della sua morte.
Figlio e successore di Narsete (regnante dal 293 al 303), durante il suo mandato il regno d'Armenia aveva da poco dichiarato il cristianesimo come sua religione ufficiale, abbandonando così l'antico credo zoroastriano che condivideva con la Persia sasanide. Il regno di Ormisda II fu anche contraddistinto da disordini interni, che riuscì però a gestire con successo. Inoltre, riuscì ad avere successo nella sua campagna verso occidente, sconfiggendo e uccidendo il re ghassanide della Siria. Il suo regno fu, tuttavia, interrotto dagli intrighi della nobiltà iraniana, che si convinse a ucciderlo in un luogo appartato.
Gli successe il figlio Adur Narsete, che dopo pochi mesi di regno affrontò la medesima sorte del padre per mano della stessa cerchia di aristocratici. A quel punto essi decisero di optare per il figlio di Ormisda II Sapore II, salito sul trono praticamente da neonato.

## Nome
Il nome di Ormisda (scritto anche Ōhrmazd o Hormozd) è la versione medio persiana del nome della divinità suprema dello zoroastrismo, nota in avestico come Ahura Mazdā. Il termine corrispondente in antico persiano è Auramazdā, mentre la traslitterazione in greco è Hormisdas. Il nome è attestato in armeno con la forma Ormizd e in georgiano come Urmizd.

## Biografia

### Origini e primi anni

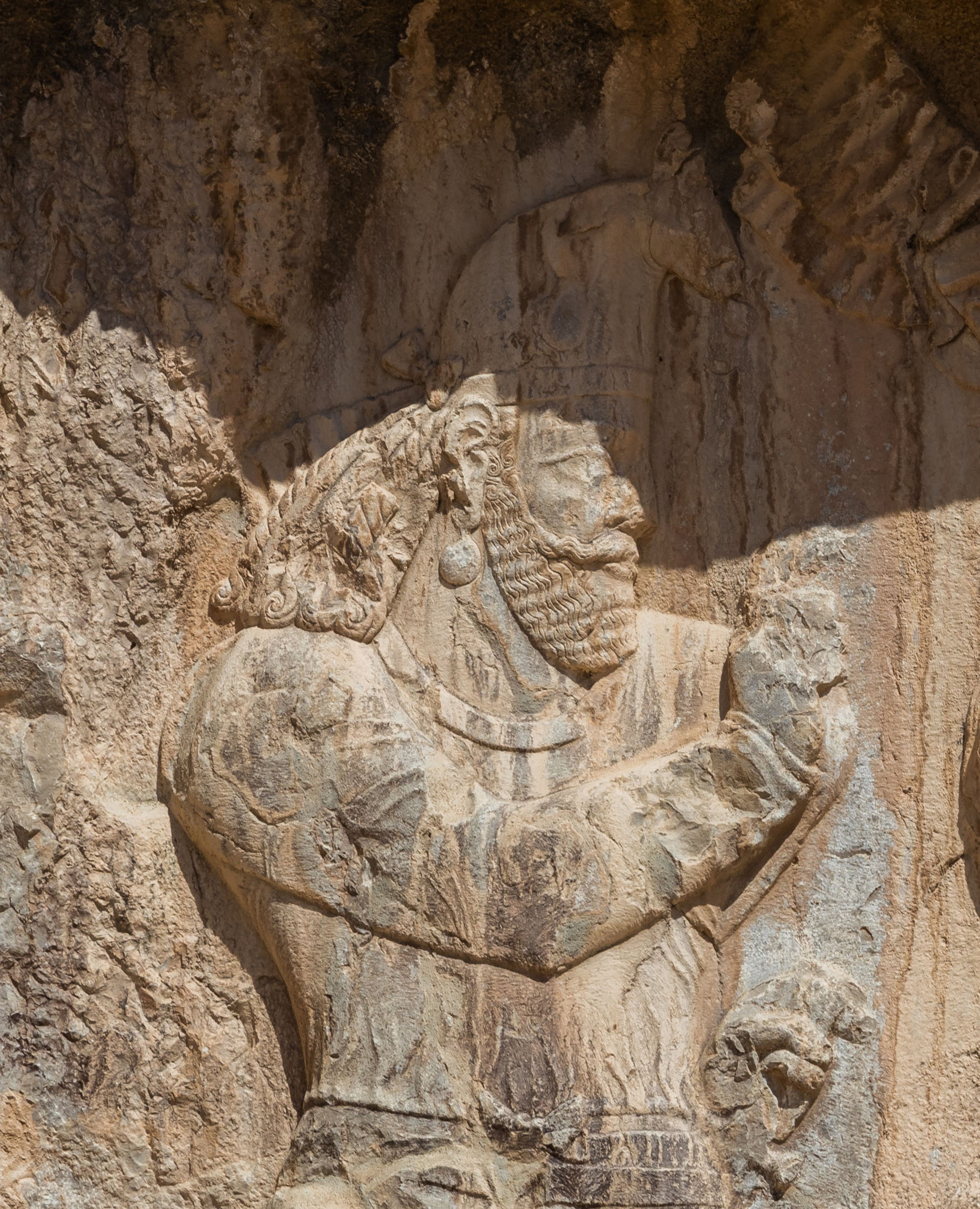
Bassorilievo di Ormisda II in veste di principe

Quando il padre di Ormisda Narsete salì al trono nel 293, fece realizzare un bassorilievo dedicato all'investitura a Naqsh-e Rostam, dove è raffigurato mentre riceve l'anello della regalità da una figura femminile, sovente ritenuta la dea Anahita. Tuttavia, alcuni studiosi hanno suggerito che questa potrebbe essere sua moglie e madre di Ormisda, Shapurdukhtak. La figura in piedi dietro Narsete è molto probabilmente Ormisda, poiché il suo copricapo ha la forma di quella di un animale protome, un oggetto tipicamente indossato dagli eredi sasanidi. Molto probabilmente, Ormisda non prese parte alla guerra di suo padre contro l'impero romano, che si concluse disastrosamente per i Sasanidi con la battaglia di Satala del 298, oltre che con la cattura della moglie di Narsete e di alcuni dei suoi discendenti. La successiva pace di Nisibis del 299 vide una serie di province dell'Armenia e della Mesopotamia passare in capo ai romani al fine di liberare i membri della sua famiglia fatti prigionieri. Ormisda potrebbe corrispondere a Ormisda II Kushanshah, un principe sasanide che governò brevemente gli Indo-sasanidi dal 300 al 303. Entrambi coniarono monete dove vengono ritratti con una corona alata, mentre sulla parte posteriore, che di solito mostra il tradizionale altare del fuoco affiancato da due servitori, riproduce una testa che emerge dal fuoco, un tipico disegno indo-sasanide che compare per la prima volta sulle monete sasanidi emesso sotto Ormisda II.

### Regno
Nel 303, Ormisda II salì al trono, assumendo una corona la cui forma somigliava a quella usata dai primi sovrani sasanidi, come nel caso di Bahram II (r. 274-293). Non si conoscono molte informazioni relative al regno di Ormisda; è possibile che nelle prime fasi del suo regno esercitò il potere in maniera rigida, mutando il suo atteggiamento nel corso del tempo e divenendo più conciliante.
Questo cambiamento nel comportamento è descritto da Ṭabarī;
(Ṭabarī, Storia dei profeti e dei re, vol. 5)

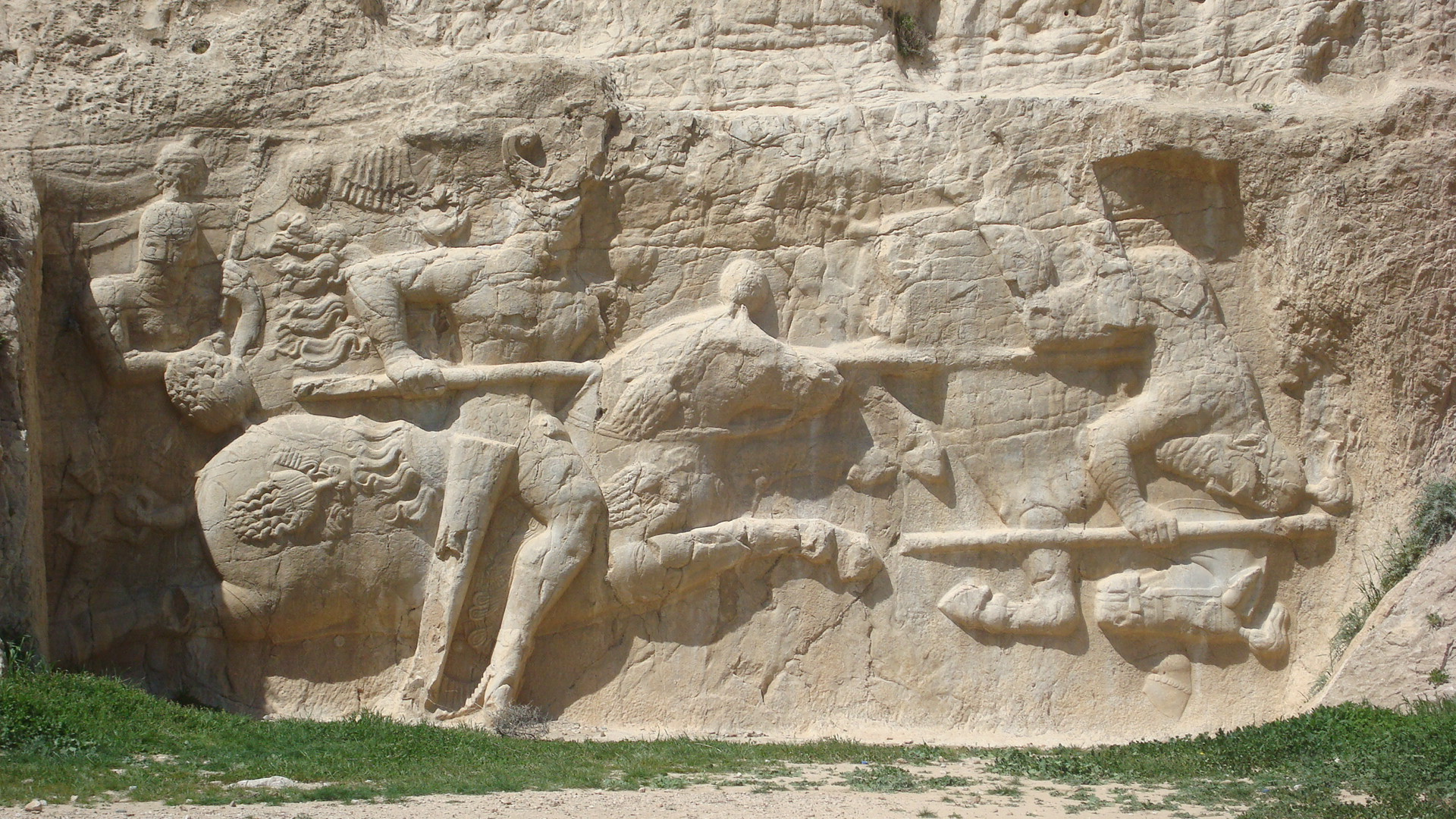
Bassorilievo che raffigura Ormisda II intento a trafigge il suo nemico a Naqsh-e Rostam

Tuttavia, a differenza di suo padre, che era tornato alla politica di tolleranza religiosa praticata durante il regno dei primi due scià, Ardashir I (r. 224-242) e Sapore I (r. 240-270), Ormisda perseguitò i manichei che avevano vissuto pacificamente durante il regno di suo padre. Stando a quanto riferito dalle fonti, Ormisda fondò il distretto rurale di Kurang (o Wahisht-Hormozd), vicino a Izeh, nella provincia del Khuzestan. Il sovrano provò a migliorare le relazioni sasanidi con il Armenia, che recentemente sotto Tiridate III aveva dichiarato il cristianesimo religione di stato; concesse inoltre sua figlia Hormizdducht in sposa a un principe mamikoniano di nome Vahan.
Il rilievo rupestre di Ormisda a Naqsh-e Rostam nella provincia di Pars indica che c'erano disordini interni nell'impero durante il suo dominio. Nel rilievo è raffigurato a cavallo mentre trafigge un nemico il cui elmo è riconducibile alla famiglia di Papak, un nobile di alto rango che prestò servizio come bitakhsh (viceré) dell'Albania durante il regno di Bahram II e Narsete. Hormizd, durante gli ultimi anni del suo regno, fece irruzione nei domini dei re ghassanide in Siria, dal quale provò a estorcere un tributo. Di conseguenza, il sovrano ghassanide si rivolse in cerca di assistenza all'imperatore romano, ma fu ucciso prima che i rinforzi romani potessero giungere. In seguito, Ormisda fu vittima di un'imboscata nel 309 e finì ucciso dalle truppe ghassanidi mentre stava cacciando nel deserto. È decisamente che la sua dipartita non fu casuale e risultò molto probabilmente frutto della nobiltà persiana, che lo uccise in un luogo appartato e che tentò presto di eliminare anche i suoi figli.
Secondo la Cronaca di Seert dell'XI secolo, Ormisda dichiarò guerra ai romani per vendicare la sconfitta di suo padre, mentre la Cronaca di Arbela afferma che quando l'imperatore romano iniziò a perseguitare i suoi sudditi cristiani, il sovrano sasanide radunò una grande armata, invase i domini romani e fece irruzione in molte città. La credibilità delle due opere resta dubbia, in quanto gli eventi non vengono riportati in altri scritti. Secondo l'iranologo Alireza Shapour Shahbazi, «si può solo supporre che sia probabilmente un riflesso della presunta incursione di Ormisda in Siria».

### Successione
Dopo la morte di Ormisda, gli successe il figlio maggiore Adur Narsete, il quale, dopo un breve regno durato pochi mesi, fu ucciso da alcuni nobili dell'impero. Essi accecarono poi il secondo e imprigionarono il terzogenito (Ormisda, che in seguito cercò asilo nell'impero romano). Il trono fu riservato al figlio non ancora nato della moglie di Ormisda II Ifra Hormizd, ovvero a Sapore II. A quanto risulta dalle fonti, Sapore II fu l'unico re nella storia ad essere stato incoronato quando era ancora un feto, poiché la leggenda afferma che la corona fu posta sul grembo di sua madre mentre era incinta. Tuttavia, secondo Shahbazi, è improbabile che Sapore sia stato incoronato re mentre era ancora nel grembo di sua madre, poiché i nobili non potevano sapere del suo sesso in quel momento. Afferma inoltre che Sapore nacque quaranta giorni dopo la morte di suo padre e che i nobili uccisero Adur Narsete e incoronarono Sapore II per ottenere un maggiore controllo dell'impero, cosa che furono in grado di fare fino a quando Sapore II raggiunse la maggiore età quando aveva sedici anni.

## Discendenti
Ormisda II fu uno dei sovrani sasanidi con il maggior numero di figli, avuti sia da sua moglie Ifra-Hormizd sia da molte altre mogli e concubine:
- Principe Adur Narsete (III secolo – 309), nono re dell'impero sasanide.[11]
- Principe Sapore II (309 – 379), decimo re dell'impero sasanide.[15]
- Principe Adurfrazgird (??? – IV secolo), governatore dell'Arbayistan meridionale.[16]
- Principe Zamasp (??? – IV secolo), governatore dell'Arbayistan settentrionale.[16]
- Principe Sapore Sakanshah (??? – IV secolo), governatore del Sakastan.[17]
- Principe Ormisda (??? – IV secolo), imprigionato dalla nobiltà persiana e successivamente fuggito in cerca di asilo nell'impero romano.[13]
- Il principe Ardashir II (309 – 383), undicesimo re dell'impero sasanide.[6]
- Il principe Narsete (??? – IV secolo), occupò brevemente il trono armeno a metà degli anni 330.[18]
- La principessa Hormizdducht (??? – IV secolo), sposò il principe mamikoniano Vahan.[6]

### Fonti primarie
- (EN) Ṭabarī, The History of Al-Ṭabarī, a cura di Ehsan Yar-Shater, vol. 40, Albany, State University of New York Press, 1985-2007.

### Fonti secondarie
- (EN) C.J. Brunner, Ādurfrāzgird, in Encyclopaedia Iranica, I, Fasc. 5, 1983,  p. 478.
- (EN) Touraj Daryaee, Šāpur II, in Encyclopaedia Iranica, 2009a.
- (EN) Touraj Daryaee, Sasanian Persia: The Rise and Fall of an Empire, Londra, I.B. Tauris, 2009b, ISBN 978-1-85043-898-4.
- (EN) Mehrdad Kia, The Persian Empire: A Historical Encyclopedia, ABC-CLIO, 2016, ISBN 978-16-10-69391-2.
- Noel Lenski, The Cambridge Companion to the Age of Constantine, Cambridge University Press, 2007, ISBN 978-11-39-00084-0.
- (EN) Parvaneh Pourshariati, Decline and Fall of the Sasanian Empire: The Sasanian-Parthian Confederacy and the Arab Conquest of Iran, I.B. Tauris, 2008, ISBN 978-1-84511-645-3.
- (EN) Stephen H. Rapp, The Sasanian World through Georgian Eyes: Caucasia and the Iranian Commonwealth in Late Antique Georgian Literature, Ashgate Publishing, Ltd, 2014, ISBN 978-14-72-42552-2.
- (EN) Khodadad Rezakhani, ReOrienting the Sasanians: East Iran in Late Antiquity, Edinburgh University Press, 2017, ISBN 978-14-74-40030-5.
- (EN) Rüdiger Schmitt e Harold W. Bailey, Armenia and Iran iv. Iranian influences in Armenian Language, in Encyclopaedia Iranica, II, Fasc. 4-5,  pp. 445-465.
- (EN) A. Shapur Shahbazi, Sasanian Dynasty, in Encyclopædia Iranica, 2005.
- (EN) A. Shapur Shahbazi, Hormozd II, in Encyclopaedia Iranica, XII, Fasc. 5, 2004a,  pp. 464-465.
- (EN) A. Shapur Shahbazi, Hormozd (2), in Encyclopaedia Iranica, XII, Fasc. 5, 2004b,  pp. 461-462.
- (EN) M. Rahim Shayegan, Hormozd I, in Encyclopaedia Iranica, XII, Fasc. 5, 2004,  pp. 462-464.
- (EN) Ahmad Tafazzoli, Ādur Narseh, in Encyclopaedia Iranica, I, Fasc. 5, 1983,  p. 477.
- (EN) Yuhan Vevaina e Matthew Canepa, Ohrmazd, in Oliver Nicholson, The Oxford Dictionary of Late Antiquity, Oxford, Oxford University Press, 2018, ISBN 978-0-19-866277-8.
- (EN) Ursula Weber, Narseh, in Encyclopædia Iranica.
- (EN) Josef Wiesehöfer, Ancient Persia, traduzione di Azizeh Azodi, I.B. Tauris, 2001, ISBN 978-1-86064-675-1.